# Super Seria 2008: Mohegan Sun
Super Seria 2008: Mohegan Sun Grand Prix – indywidualne, pierwsze w 2008 r. zawody siłaczy z cyklu Super Serii.
Data: 19 stycznia 2008

Miejsce: Mohegan Sun Casino & Resort, Uncasville (stan Connecticut)  Stany Zjednoczone

WYNIKI ZAWODÓW:
| Miejsce | Zawodnik             | Kraj              | Punkty |
| ------- | -------------------- | ----------------- | ------ |
| 1.      | Derek Poundstone     | Stany Zjednoczone | 52     |
| 2.      | Mariusz Pudzianowski | Polska            | 49     |
| 3.      | Terry Hollands       | Wielka Brytania   | 48     |
| 4.      | Mark Felix           | Wielka Brytania   | 48     |
| 5.      | Jason Bergmann       | Stany Zjednoczone | 48     |
| 6.      | Karl Gillingham      | Stany Zjednoczone | 33     |
| 7.      | Brian Shaw           | Stany Zjednoczone | 27     |
| 8.      | Marshall White       | Stany Zjednoczone | 23     |
| 9.      | Dave Ostlund         | Stany Zjednoczone | 20     |
| 10.     | Sebastian Wenta      | Polska            | 19     |
| 11.     | Odd Haugen           | Norwegia          | 10     |
| 12.     | Jessen Paulin        | Kanada            | 9      |
| 13.     | Josh Thigpen         | Stany Zjednoczone | 9      |

Czterech najlepszych zawodników zakwalifikowało się do indywidualnych Mistrzostw Świata Strongman 2008.